# Lysosome

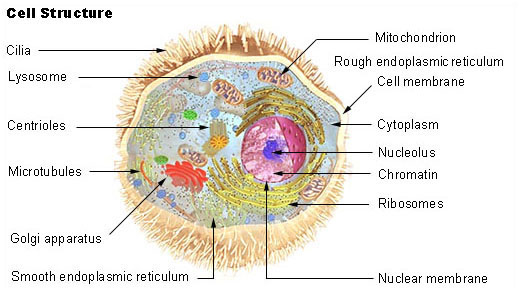
Les principaux organites d'une cellule. Les lysosomes sont légendés en haut à gauche

Schéma d'une cellule type. Composants
(1) Nucléole
(2) Noyau
(3) Ribosomes
(4) Vésicule
(5) Réticulum endoplasmique rugueux (ou granuleux) (REG)
(6) Appareil de Golgi
(7) Cytosquelette
(8) Réticulum endoplasmique lisse
(9) Mitochondries
(10) Vacuole
(11) Cytosol
(12) Lysosome
(13) Centrosome (constitué de deux centrioles)
(14) Membrane plasmique

Les lysosomes sont des organites cellulaires de 0,2 à 0,5 micromètre présents dans le cytosol de toutes les cellules eucaryotes, animales, à l'exception des érythrocytes (« globules rouges »). Ils ont pour fonction d'effectuer la digestion intracellulaire (ou extracellulaire via exocytose dans le cas des chondroblastes, ostéoclastes et macrophages) grâce à une quarantaine d'enzymes, dont des lipases, des peptidase, des nucléase, des glycosidases, des phosphatases et des sulfatases.
La membrane lysosomale contient des protéines de transport (perméases), des pompes à protons pour l'hydronium (protons H+) et des canaux ioniques spécifiques aux ions chlorures Cl−. Ces pompes à protons et ces canaux ioniques permettent le maintien à l'intérieur des lysosomes d'un pH compris entre 4,5 et 5, indispensable au fonctionnement des hydrolases acides qu'ils contiennent. Les lysosomes sont formés dans l'appareil de Golgi ou le réticulum endoplasmique.
Christian de Duve, en 1949, distinguait les lysosomes primaires n'ayant pas encore rencontré de matériel à digérer, et les lysosomes secondaires. Cependant, cette classification est à présent obsolète.
Actuellement la distinction porte sur la source du matériel digéré. Trois voies sont ainsi considérées :	
- des produits d'endocytose, contenus dans des endosomes fusionnent avec les vésicules de lysosome, chargées d'hydrolases, pour former les endolysosomes ;
- les organites cellulaires détruits s'entourent d'une enveloppe, par fusion de vésicules, provenant peut-être[2] du réticulum endoplasmique. Ceci forme un autophagosome, qui, par fusion avec un endolysosome ou un lysosome, aboutirait à la formation d'un autophagolysosome. Les autophagolysosomes assurent le mécanisme d'autophagie cellulaire. Ce mécanisme est encore mal connu[2] ;
- dans les leucocytes, les phagosomes (vésicules contenant des déchets ou une bactérie) sont transformés en phagolysosome par association avec un lysosome ou un endolysosome.

L'activité lysosomale est très importante chez le têtard dont la queue disparaît à l'état adulte.	 
Le lysosome fut décrit et nommé pour la première fois en 1955 par Christian de Duve.	 
L'anomalie du fonctionnement enzymatique d'une des enzymes contenues dans le lysosome est responsable de maladies lysosomales. Cela donne par exemple des maladies de surcharges lipidiques (génétiques).	 
Il peut y avoir formation de corps résiduels. Ce sont des vacuoles provenant de phagolysosomes ou d'autophagolysosomes dans lesquels persistent des résidus non digérés par les enzymes lysosomales. Ils peuvent être de deux types : les figures myéliniques, et la lipofuscine, qui résulte de l'oxydation enzymatique des lipides (surtout dans les vieux neurones).
Certaines protéines sont des marqueurs de la membrane lysosomale : LAMP-1 et LAMP-2 (Lysosomal-associated membrane proteines)

## Enzymes du lysosome: leshydrolasesacides
Les lysosomes contiennent des enzymes digestives (hydrolases acides) pour digérer les macromolécules. Pour fonctionner correctement, les enzymes digestives requièrent l'environnement acide du lysosome. Pour cette raison, si des hydrolases acides devaient fuir vers le cytosol, leur danger pour la cellule serait réduit, car elles ne seraient pas à leur pH optimum. Toutes ces enzymes sont produites par le réticulum endoplasmique, et transportées et traitées par l'appareil de Golgi.  Chaque hydrolase acide est ensuite ciblée vers un lysosome. Le lysosome lui-même est apparemment protégé de la digestion par ses structures tridimensionnelles internes uniques qui préviennent une action enzymatique.	 
Quelques enzymes (hydrolases acides) importantes dans les lysosomes sont :	 
- lipases, qui dégradent les lipides en acides gras ;
- glycosides-hydrolases, qui dégradent les glucides (les sucres) ;
- protéases, qui dégradent les protéines en peptides, dégradés ensuite par peptidase en tripeptides, dipeptides, puis acides aminés ;
- nucléases, qui dégradent les acides nucléiques en nucléotides.

Il y a donc dans le lysosome tout le matériel nécessaire à la dégradation d'une cellule. Les produits de la digestion peuvent être excrétés ou réutilisés par la cellule

## Lysosome chez les végétaux
Dans les cellules végétales, c'est la vacuole qui abrite des phytolysosomes (lysosomes végétales), l'équivalent des lysosomes des cellules animales. Elle contient une variété d'enzymes hydrolytiques aux fonctions très diversifiées. La vacuole est un organite de stockage des déchets cellulaires et des nutriments, une fois les déchets digérés.

## Maladies lysosomales ou maladies lysosomiales
Il s'agit de maladies génétiques. De 20 maladies connues dans les années 1990, les scientifiques définissent aujourd'hui plus de 50 maladies causées par un dysfonctionnement des lysosomes ou d'une de leurs protéines digestives. Il s'agit de maladie dites rares, par exemple la maladie de Tay-Sachs, la maladie de Pompe, la maladie de Gaucher, la maladie de Fabry, la maladie de Niemann-Pick, la maladie de Sanfilippo... Elles sont dues à une protéine digestive manquante ou défectueuse, ce qui entraîne une accumulation de substrats dans la cellule, et de là un métabolisme cellulaire modifié. Globalement, les maladies lysosomales peuvent être classifiées comme mucopolysaccharidoses, GM2 gangliosidoses, trouble du stockage des lipides, glycoprotéinoses, mucolipidoses, ou leucodystrophies.
Après dégradation de certains produits par le lysosome il subsiste des résidus qui ne peuvent plus être dégradés mais s'accumulent dans le lysosome. Cela pourrait expliquer la courte durée de vie des cellules spécialisées dans la phagocytose comme les globules blancs (1 à 2 jours). Toutes les cellules sont capables de réaliser une endocytose, et elles le feront par exemple lors d'apoptose de cellule voisine pour « nettoyer ». Si pour les globules blancs l'accumulation de résidus n'est pas grave, elle l'est beaucoup plus pour les cellules qui ne se divisent plus comme les neurones, on pourrait donc déterminer l'âge d'un être par l'état de ses lysosomes neuronaux.
La majorité des maladies lysosomales sont graves, handicapantes et dégénératives, conduisant souvent à des décès prématurés. Mais les premiers traitements par enzymothérapie ont donné un nouvel espoir aux patients de certaines maladies (Gaucher, Fabry, Pompe, etc.). Ces traitements ne guérissent pas mais permettent d'atténuer les conséquences et les effets de la maladie et d'offrir une nouvelle vie aux patients concernés.